# داني أفيلا
داني أفيلا (بالإسبانية: Danny Ávila)‏ هو دي جيه ومنتج أسطوانات وملحن إسباني، ولد في 1 أبريل 1995 في مدريد في إسبانيا.

## وصلات خارجية
- الموقع الرسمي
- داني أفيلا على موقع ميوزك برينز (الإنجليزية)
- داني أفيلا على موقع ديسكوغز (الإنجليزية)